# Roger Cicero
Roger Marcel Cicero Ciceu (Berlino, 6 luglio 1970 – Amburgo, 24 marzo 2016) è stato un cantante tedesco.

## Biografia
Era figlio del pianista romeno Eugen Cicero. Si era specializzato nel jazz. Nel 2007 rappresentò la Germania all'Eurovision Song Contest con la canzone swing Frauen regier'n die Welt.
Morì il 24 marzo 2016 all'età di 45 anni a seguito di un ictus.

## Discografia

### Albums
- 2003: The Essence Of A Live Event (con Soulounge)
- 2003: Jam It Up! (con Nils Gessinger)
- 2004: Home (con Soulounge)
- 2005: There I go (by After Hours e Roger Cicero)
- 2005: Sunrise & Rainbow, Canzone: Can You Feel It (Rivera Rotation)
- 2006: Good Morning Midnight (con Julia Hülsmann)
- 2006: Changing Colours, Canzone: The Look Into Your Eyes (Matthias Vogt Trio)
- 2006: Männersachen (GER #3, AUS #58, SVI #96)
- 2007: Beziehungsweise
- 2009: Artgerecht
- 2009: A Tribute to Die Fantastischen Vier, Canzone: Geboren

### Singoli
- 2006: Zieh die Schuh aus (GER #71)
- 2006: So geil Berlin
- 2006: Ich atme ein (GER #74)
- 2006: Murphys Gesetz (Promo Single)
- 2007: Frauen regier'n die Welt (GER #7, AUS #51, SVI #64)
- 2007: Guess who rules the world (Online Single)
- 2007: Die Liste
- 2007: "Bin heute Abend bei dir" (Online Single)
- 2008: "Wovon träumst du nachts?" (Online Single)
- 2008: "Alle Möbel verrückt" live
- 2009: "Nicht Artgerecht"
- 2009: "Seine Ruhe"
- 2010: "Tabu"

### DVDs
- 2007: Roger Cicero: Männersachen Live! (Registrato il 18/02/07 a Francoforte/Main)
- 2008: Roger Cicero - Beziehungsweise Live (Registrato il 13/02/08 a Berlino)
- 2010: Roger Cicero - Live at Montreux 2010 (Registrato il 12/07/10 al Montreux Jazz Festival)

### Film
- 2009: Hilde
- 2009: Küss den Frosch (Versione tedesca de "La principessa e il ranocchio")

### Libri
- 2010: Weggefährten. Meine Songs fürs Leben, Rowohlt, Berlin ISBN 978-3-499-62652-4.